# Maria Mateas
Maria Mateas (ur. 21 lipca 1999 w Oradea) – amerykańska tenisistka.

## Kariera tenisowa
W karierze zwyciężyła w trzech singlowych i pięciu deblowych turniejach rangi ITF.  26 sierpnia 2024 roku zajmowała najwyższe miejsce w rankingu singlowym WTA Tour – 190. pozycję, również 3 lipca 2023 osiągnęła najwyższą pozycję w rankingu deblowym – 193. miejsce.

## Wygrane turnieje rangi ITF
| turnieje z pulą nagród 100 000 $ (W100) |
| turnieje z pulą nagród 80 000 $ (W80)   |
| turnieje z pulą nagród 60 000 $ (W75)   |
| turnieje z pulą nagród 40 000 $ (W50)   |
| turnieje z pulą nagród 25 000 $ (W35)   |
| turnieje z pulą nagród 15 000 $ (W15)   |

### Gra pojedyncza
|    | Data       | Turniej       | ($)    | Naw.   | Finalistka        | Wynik       |
| 1. | 05/08/2018 | Fort Worth    | 25 000 | twarda | Robin Anderson    | 6:3, 7:5    |
| 2. | 19/11/2023 | Santo Domingo | 25 000 | twarda | Ana Sofía Sánchez | 7:5, 7:6(2) |
| 3. | 31/07/2024 | Granby        | 60 000 | twarda | Kayla Cross       | 6:3, 7:6(3) |